# 1002

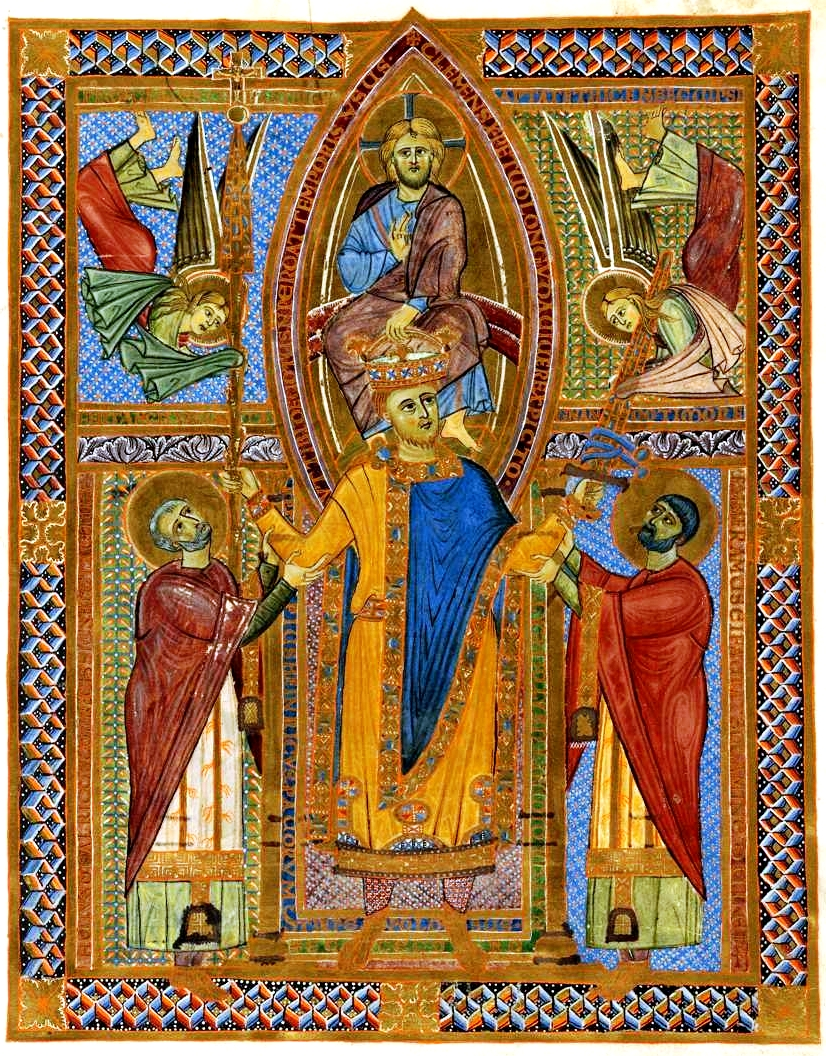
Kroning van Hendrik II als Duitse koning.

Het jaar 1002 is het 2e jaar in de 11e eeuw volgens de christelijke jaartelling.

## Gebeurtenissen

### Byzantijnse Rijk
- Voorjaar - Keizer Basileios II ("de Bulgarendoder") leidt een expeditieleger en valt het Bulgaarse Rijk binnen. Hij komt aan bij het bolwerk Veria en belooft flinke beloningen aan de Bulgaarse adel die zich onderwerpt aan Constantinopel. Basileios verleent clementie en de vestingstad wordt zonder belegering ingenomen. Veel edelen in Thessalië, Macedonië en Bulgarije accepteren Byzantijnse heerschappij. Kort daarna, rukt Basileios op naar Voden (gelegen op een hoge bergkam), de vestingstad wordt veroverd na een intense belegering van vele maanden. Met deze veroveringen verzekert Basileios de controle over Macedonië en delen van Bulgarije.[1]

### Europa
- 23 januari - Keizer Otto III overlijdt op 21-jarige leeftijd aan de pokken in het kasteel van Paterno, na een regeerperiode van bijna 19 jaar. Hij overlijdt ongehuwd en zonder nakomelingen, noch een overlevende broer die door erfrecht de troon kan opvolgen. Na het overlijden van Otto ontstaat er een strijd om het koningschap tussen de graven Ekhard I van Meißen, Herman II van Zwaben en Hendrik IV (later Hendrik II) van Beieren.[2]
- 7 juni - Hendrik II, een neef van Otto III, wordt door aartsbisschop Willigis in Mainz gekozen en gekroond tot koning van Duitsland. Hij erkent de kroning van Arduin van Ivrea tot koning van Italië in Pavia (in februari) niet. Hertog Otto I, een naaste verwant van het keizerlijke huis, trekt zijn benoeming voor de titel van keizer van het Heilige Roomse Rijk in en ontvangt van Hendrik het hertogdom Karinthië (huidige Oostenrijk).[3]
- Zomer - Slag bij Calatañazor: Een christelijk coalitieleger (ongeveer 30.000 man) onder bevel van graaf Sancho I ("van de Goede Wetten") verslaat bij Calatañazor een Moorse troepenmacht onder leiding van Almanzor, de de facto heerser van Al-Andalus. Tijdens de veldslag raakt Almanzor zwaargewond en overlijdt kort daarna aan zijn verwondingen. In het kalifaat Córdoba ontstaan interne geschillen over de opvolging.[4]
- 25 juli - Hertog Bolesław I ("de Koene") reist naar Merseburg en brengt hulde aan Hendrik II. Hij profiteert van de interne onrust in Duitsland en bezet daarna de gebieden ten westen van de rivier de Oder: de Lausitz en Meißen. Hendrik accepteert de aanwinsten van Bolesław, maar laat hem alleen de Lausitz als leengoed behouden. Hierbij wordt Bolesław gedwongen Hendrik als leenheer en 'alleenheerser' te erkennen.[5]
- 15 oktober - Hendrik I ("de Grote") overlijdt en wordt opgevolgd door zijn stiefzoon Otto-Willem. Hij erft het hertogdom Bourgondië – Otto-Willem geeft op zijn beurt het graafschap Mâcon aan zijn zoon Gwijde I. Koning Robert II ("de Vrome") beschouwt Bourgondië als onderdeel van de bezittingen die toe behoren tot het Huis van Capet en claimt het hertogdom (met de invloedrijke steden Auxerre, Dijon en Langres).[6]

### Engeland
- 13 november: Slachtpartij op Sint-Brixius-dag: Koning Ethelred II ("de Onberadene") geeft opdracht om zo veel mogelijk Denen te vermoorden. Hij laat raiders de Engelse zuidkust plunderen en slachtpartijen aanrichten.[7]
- Brian Boru, koning van Leinster en Munster, wordt gekozen tot hoge koning van Ierland. Zijn rivaal Máel Sechnaill mac Domnaill wordt gedwongen de troon af te staan aan Brian Boru, na een regeerperiode van 22 jaar.[8]
- Winter - Ethelred II ("de Onberadene") betaald tribuut (of Danegeld) aan koning Sven I ("Vorkbaard"). Hij koopt hem af met een betaling van 24.000 pond aan zilver om de Viking-aanvallen tegen te houden.[9]

## Geboren
- 21 juni - Leo IX, paus van de Katholieke Kerk (overleden 1054)
- Adelheid van Normandië, Frans edelvrouw (overleden 1038)[10]
- Nikephoros III, keizer van het Byzantijnse Rijk (overleden 1081)

## Overleden
- 23 januari - Otto III (21), keizer van het Heilige Roomse Rijk[11]
- 30 april - Ekhard I (of Ekkehard), Duits edelman (r. 985 - 1002)
- 15 oktober - Hendrik I, hertog van Bourgondië (r. 965 - 1002)
- Almanzor, Arabisch vizier en legeraanvoerder (r. 978 - 1002)
- Godfried I ("de Gevangene"), Frans edelman (r. 963 - 1002)